# Rede Europeia de Geoparques

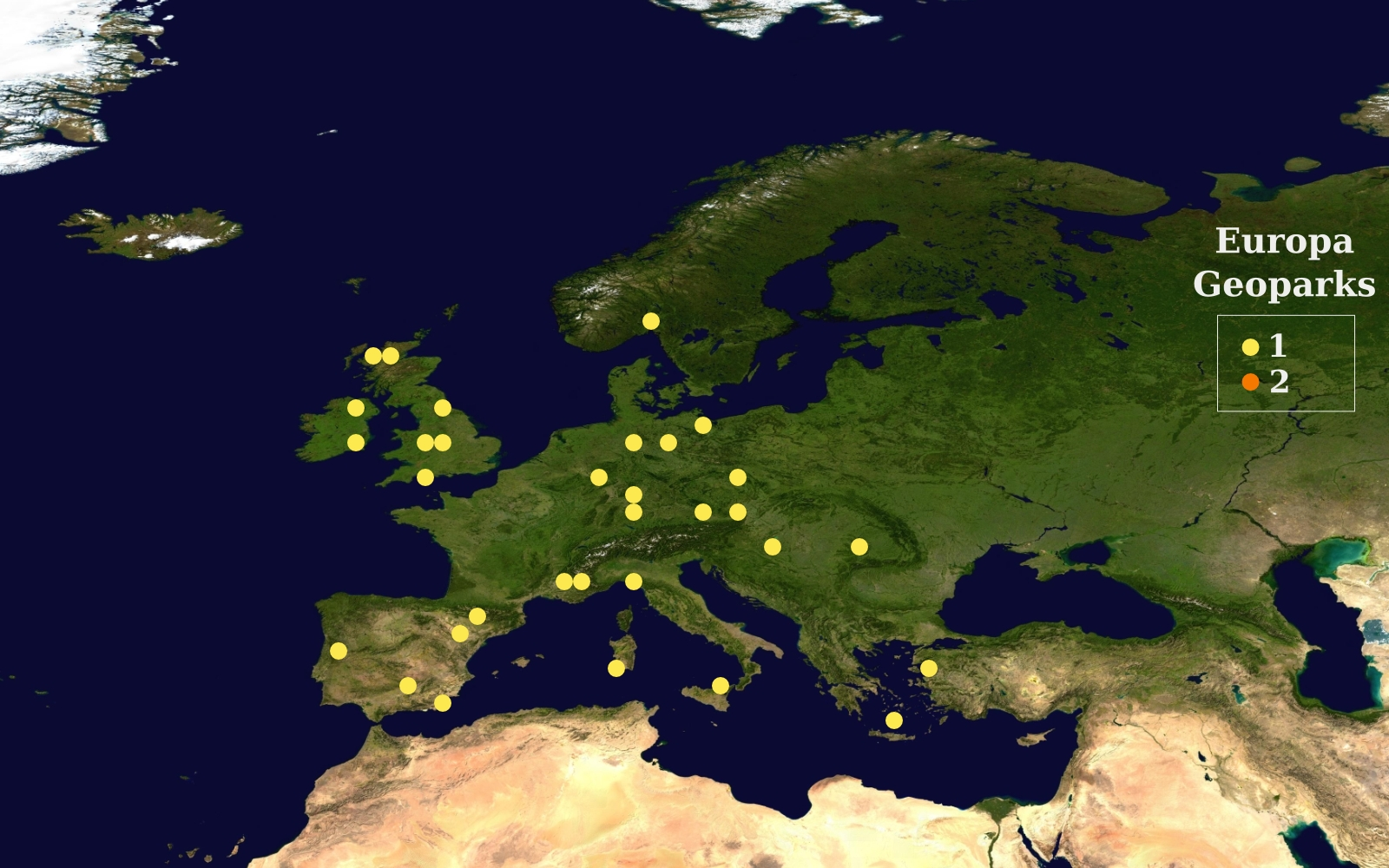
Mapa da Rede Europeia de Geoparques, que conta 30 propriedades em Março de 2007.

A Rede Europeia de Geoparques é uma associação de geoparques situados na Europa. Foi estabelecida no ano 2000, com os seguintes objectivos:
- proteger a geodiversidade;
- promover a herança geológica junto do público em geral;
- apoiar o desenvolvimento económico sustentável dos territórios dos geoparques, principalmente através do turismo geológico.

## História
A Rede Europeia de Geoparques (REG) foi criada em 2001 como organização independente, mas com o apoio da Divisão de Ciências da Terra da UNESCO. Quando em 2004 a UNESCO finalmente estabelece a Rede Mundial de Geoparques, essa rede é criada incluindo os 17 parques existentes na REG, em conjunto com oito geoparques chineses.
Em Outubro de 2004, a REG e a UNESCO assinaram a Declaração de Madonie, que estipula que a Rede Europeia de Geoparques é o mecanismo de inclusão dos geoparques europeus na Rede Mundial de Geoparques. Ou seja:
- a candidatura de um geoparque europeu é feita junto da REG;
- se a REG aceitar ou rejeitar uma candidatura, essa candidatura é aceite ou rejeitada pela UNESCO;
- se um geoparque for excluído da REG, é automaticamente excluído pela UNESCO.

## Conferências
Encontros Anuais:
1. Molinos Maestrazgo, Espanha, Novembro 2000
2. Lesvos, Grécia, 2001
3. Kamptal, Áustria, 2002
4. Anogia, Creta, Grécia, 2003
5. Petralia Sottana, Sicília, Itália, 29-31 Out 2004
6. Lesvos, Grécia, 5-8 Out 2005
7. North West Highlands Geopark, Escócia, Set 2007
8. Geopark Naturtejo, Portugal, Set 2009
9. Lesvos, 1-5 Out 2010
10. Gea Norvegica, Noruega, Set 2011
11. Geoparque de Arouca, Portugal, Set 2012
12. Cilento e Vallo di Diano, Itália, Set 2013
13. Rokua Geopark, Finlândia, 2015
14. Geoparques dos Açores, Açores, Portugal, Set 2017
15. Adamello Brenta, Itália, Set 2018

## Lista de propriedades
Em Outubro de 2020, a Rede Europeia de Geoparques contava com 81 propriedades em 26 países .
| País               | Parque                                        | Ano  | Web site          |
| ------------------ | --------------------------------------------- | ---- | ----------------- |
| Alemanha           | Geoparque Bergstraße-Odenwald                 | 2004 |                   |
| Alemanha           | Geoparque Terravita Floresta de Teutoburgo    | 2004 |                   |
| Alemanha           | Geoparque Vulkaneifel                         | 2004 |                   |
| Alemanha           | Geoparque Schwäbische Alb                     | 2005 |                   |
| Alemanha           | Geoparque Harz Braunschweiger Land Ostfalen   | 2005 |                   |
| Alemanha           | Geoparque Muskau Arch (com a Polónia)         | 2007 |                   |
| Áustria            | Geoparque Kamptal-Schönberg                   | 2004 |                   |
| Áustria            | Parque Natural Eisenwurzen                    | 2004 |                   |
| Áustria            | Geoparque Alpes Cárnicos (com a Itália)       | 2015 |                   |
| Áustria            | Caravanche (com a Eslovénia)                  | 2013 |                   |
| Áustria            | Erz der Alpen                                 | -    |                   |
| Chipre             | Geoparque Troodos                             | -    |                   |
| Croácia            | Geoparque Papuk                               | 2007 |                   |
| Dinamarca          | Geoparque Odsherred                           | -    |                   |
| Eslováquia/Hungria | Geoparque Novohrad-Nograd                     |      |                   |
| Eslovénia          | Geoparque Idrija                              | -    |                   |
| Espanha            | Parque Cultural Maestrazgo                    | 2004 |                   |
| Espanha            | Cabo de Gata-Nijar                            | 2006 |                   |
| Espanha            | Geoparque das Serras Sub-Béticas              | 2006 |                   |
| Espanha            | Geoparque Sobrarbe                            | 2006 |                   |
| Espanha            | Geoparque da Costa Basca                      | 2010 |                   |
| Espanha            | Parque natural da Serra Norte de Sevilha      | 2011 |                   |
| Espanha            | Geoparque Villuercas-Ibores-Jara              | 2011 |                   |
| Espanha            | Geoparque Catalunha Central                   | 2011 |                   |
| Espanha            | Geoparque Molina e Alto Tejo                  | 2014 |                   |
| Espanha            | Geoparque El Hierro                           | 2015 |                   |
| Espanha            | Geoparque das Ilhas de Lançarote e Chinijo    | 2015 |                   |
| Espanha            | Geoparque Las Loras                           | 2017 |                   |
| Finlândia          | Geoparque Rokua                               | -    |                   |
| França             | Reserva Geológica da Alta Provença            | 2004 |                   |
| França             | Parque Natural Regional de Luberon            | 2005 |                   |
| França             | Geoparque Maciço des Bauges                   | -    |                   |
| França             | Geoparque Maciço do Chablais                  | -    |                   |
| França             | Causses du Quercy                             | -    |                   |
| França             | Monts d’Ardèche                               | -    | -                 |
| Grécia             | Geoparque Chelmos-Vouraikos                   |      |                   |
| Grécia             | Floresta Petrificada de Lesbos                | 2004 |                   |
| Grécia             | Parque Natural de Psiloritis                  | 2004 |                   |
| Grécia             | Geoparque Vikos – Aoos                        | -    |                   |
| Grécia             | Geoparque Sitia                               | -    | [ligação inativa] |
| Irlanda            | Copper Coast                                  | 2004 |                   |
| Irlanda            | Geoparque Global Marble Arch Caves            | -    |                   |
| Irlanda            | Geoparque Burren and Cliffs of Moher          | -    |                   |
| Islândia           | Geoparque Katla                               | -    |                   |
| Islândia           | Geoparque Global Reykjanes                    | -    | -                 |
| Itália             | Parque Natural Madonie                        | 2004 |                   |
| Itália             | Geoparque Rocca di Cerere                     |      |                   |
| Itália             | Geoparque Beigua                              | 2005 |                   |
| Itália             | Parque Geomineiro da Sardenha                 | 2007 |                   |
| Itália             | Geoparque Adamello Brenta                     |      |                   |
| Itália             | Parque Nacional do Cilento e do Vale de Diano |      |                   |
| Itália             | Parque Mineiro Toscano                        |      |                   |
| Itália             | Alpes Apuanos                                 |      |                   |
| Itália             | Geoparque Sesia - Val Grande                  |      |                   |
| Itália             | Geoparque de Pollino                          |      | -                 |
| Noruega            | Gea-Norvegica                                 | 2006 |                   |
| Noruega            | Geoparque Magma                               |      |                   |
| Países Baixos      | Geoparque Hondsrug                            | -    |                   |
| Portugal           | Geoparque Naturtejo da Meseta Meridional      | 2006 |                   |
| Portugal           | Geopark Arouca                                | 2009 |                   |
| Portugal           | Geoparque Açores                              | 2013 |                   |
| Portugal           | Geoparque Terras de Cavaleiros                | 2014 |                   |
| Portugal           | Geopark Estrela                               | 2020 |                   |
| Reino Unido        | Geoparque Europeu AONB Norte Peninos          | 2004 |                   |
| Reino Unido        | Geoparque Noroeste das Terras Altas           | 2005 |                   |
| Reino Unido        | Geopaque Riviera Inglesa                      | 2007 |                   |
| Reino Unido        | Geoparque GeoMôn                              | 2009 |                   |
| Reino Unido        | Geoparque Shetland                            |      |                   |
| Reino Unido        | Fforest Fawr                                  | 2005 |                   |
| Reino Unido        | Lochaber                                      | 2007 |                   |
| República Checa    | Geoparque Paraíso Boémio                      | 2005 |                   |
| Roménia            | Geoparque dos Dinossauros da Região de Haţeg  | 2005 |                   |
| Turquia            | Geoparque Kula                                | -    |                   |